# Cantonul Liffré
Cantonul Liffré este un canton din arondismentul Rennes, departamentul Ille-et-Vilaine, regiunea Bretania, Franța.

## Comune
- Thorigné-Fouillard
- Liffré (reședință)
- La Bouëxière
- Ercé-près-Liffré
- Saint-Sulpice-la-Forêt
- Chasné-sur-Illet
- Livré-sur-Changeon
- Dourdain